# 大同公园 (大同市)
大同公园位于山西省大同市城区。公园建于1953年7月，当年建成东湖区、花卉区、动物区、中心广场区，1975年建成西湖区，1980年建成儿童乐区，1984年新建东大门、东围墙、南大门和东广场假山、喷水池，1986年新增兽舍三处和开辟西北部绿化区。